# Perrigny-sur-l’Ognon
Perrigny-sur-l’Ognon település Franciaországban, Côte-d’Or megyében. Lakosainak száma 645 fő (2022. január 1.). Perrigny-sur-l’Ognon Vielverge, Pontailler-sur-Saône, Cléry, Heuilley-sur-Saône, Maxilly-sur-Saône, Broye-Aubigney-Montseugny és Champagney községekkel határos.

## Népesség
A település népességének változása:
| Lakosok száma | 433  | 461  | 483  | 627  | 683  | 673  | 646  | 635  | 626  | 645  |
|               | 1968 | 1982 | 1990 | 2006 | 2013 | 2015 | 2017 | 2019 | 2020 | 2022 |